# USS 엔터프라이즈 (NCC-1701-F)
USS 엔터프라이즈-F(USS Enterprise-F, NCC-1701-F)는 우주력 86088.58(2409년)에 진수된 스타 트렉의 가공의 오디세이급 함선이다. 단지 스타 트렉 온라인이라는 게임에서만 나오는 함선이며, 함장은 베켈 숀(Va'kel Shon, 2409)이다. 본래 그는 USS 벨패스트 (NCC-75633-C)(USS Belfast)를 지휘하였으나 벨패스트가 파괴되면서 엔터프라이즈로 지휘함을 옮겼다. 이 함선은 스타 트렉 온라인의 에피소드 "The 2800(2800척) 시리즈"의 "Boldly They Rode"에만 나온다.